# I. e. 164
Évszázadok: i. e. 3. század – i. e. 2. század – i. e. 1. század
Évtizedek: i. e. 210-es évek – i. e. 200-as évek – i. e. 190-es évek – i. e. 180-as évek – i. e. 170-es évek – i. e. 160-as évek – i. e. 150-es évek – i. e. 140-es évek – i. e. 130-as évek – i. e. 120-as évek – i. e. 110-es évek
Évek: i. e. 169 – i. e. 168 – i. e. 167 – i. e. 166 –  i. e. 165 – i. e. 164 – i. e. 163 – i. e. 162 – i. e. 161 – i. e. 160 – i. e. 159

## Események

### Hellenisztikus birodalmak
- Egyiptomban VIII. Ptolemaiosz elűzi bátyját és uralkodótársát, VI. Ptolemaioszt, aki Rómába menekül, hogy segítséget kérjen.
- IV. Antiokhosz szeleukida király Perzsiába vezet hadjáratot, amikor a mai Iszfahán közelében leesik a lováról és meghal. Utóda 9 éves fia, V. Antiokhosz, aki helyett régensként Lüsziasz főminiszter kormányoz. Lüsziasznak azonban hamarosan számos konkurense támad, sőt az ország helyzetét az is bizonytalanná teszi, hogy Rómában él túszként Antiokhosz unokatestvére, Démétriosz, aki szintén joggal követelhetné a trónt.
- Júdás Makkabeus és a makkabeus felkelők legyőzik Lüsziaszt a Beth Zur-i csatában, majd ezt követően bevonulnak Jeruzsálembe. Júdás megtisztítja a Zeusz-szentéllyé átalakított Templomot és összetöreti a görög istenszobrokat. A Templom megtisztítását ezentúl minden évben megünneplik, ez a hanuka.

### Róma
- Aulus Manlius Torquatust és Quintus Cassius Longinust választják consulnak.
- Új szövetségi szerződést kötnek Rodosszal, amelytől korábban a harmadik makedón háborúban játszott semleges szerepéért elvették Lükiát és Káriát.

## Születések
- Kleopatra Thea, szeleukida királyné

## Halálozások
- IV. Antiokhosz Epiphanész, szeleukida király

## Fordítás
- Ez a szócikk részben vagy egészben  a(z)   164 BC című angol Wikipédia-szócikk ezen változatának fordításán alapul.  Az eredeti cikk szerkesztőit annak laptörténete sorolja fel. Ez a jelzés csupán a megfogalmazás eredetét és a szerzői jogokat jelzi, nem szolgál a cikkben szereplő információk forrásmegjelöléseként.